# НИКИМТ-Атомстрой
Акционерное общество «Научно-исследовательский и конструкторский институт монтажной технологии — Атомстрой» (сокращённоe наименование АО «НИКИМТ-Атомстрой») — инжиниринговая, проектная и научно-производственная компания. Входит в контур управления «Атомстройэкспорт (Москва) — инжинирингового дивизиона госкорпорации Росатом».

## История
В 1956 году Министерством среднего машиностроения СССР создано проектно-монтажное управление для выполнения комплексных разработок технологических процессов, специального оборудования и оснастки для монтажа сложных ядерных объектов. В 1961 году на базе управления был образован Научно-исследовательский и конструкторский институт монтажной технологии (НИКИМТ). С 1963 года институт выполняет задания по разработке, изготовлению и внедрению комплексов специального автоматизированного режущего и сварочного оборудования для производства регламентных и ремонтных работ, а также занимается разработкой и внедрением технологии для нормализации радиационной обстановки с использованием полимерных покрытий.
К 1970 году в НИКИМТ были разработаны системы автоматизированного и механизированного эксплуатационного контроля оборудования реакторных установок, работающие в местах, где пребывание человека невозможно или ограничено. В 1986 году 260 специалистов института под началом генерального директора НИКИМТ Юрия Юрченко участвовали в ликвидации последствий аварии на Чернобыльской АЭС: проектировали средства для монтажа объекта «Укрытие», очистки кровель, дезактивации территории станции и города Припять.
Во времена СССР по праздникам (1 мая и 7 ноября) на главном здании НИКИМТ поднимали силуэт Ленина.
В 2001 году для повышения эффективности строек «Росатома» был образован концерн «Росатомстрой». В 2006 году к ИСК «Росатомстрой» были присоединены НИКИМТ и Томский государственный проектно-изыскательский институт «ВНИПИЭТ», что привело к созданию Федерального государственного унитарного предприятия «Инвестиционно-строительный концерн «Росатомстрой», преобразованный затем в Открытое акционерное общество «Инвестиционно-строительный концерн Атомстрой», позднее переименованное в ОАО «НИКИМТ-Атомстрой». В 2012 году решением госкорпорации «Росатом» предприятие вошло в контур управления ОАО «Атомэнергопроект».

## Структура и руководство
В состав АО «НИКИМТ-Атомстрой» входят девять филиалов, ведущих научно-исследовательские и опытно-конструкторские работы, разработку комплексных технологических процессов, проектирование и инженерные изыскания:
- Томский проектно-изыскательский институт ВНИПИЭТ. Расположен в городе Северск Томской области. Занимается разработкой проектной и конструкторской документации, инженерно-геодезическими и инженерно-геологическими изысканиями для реконструкции и строительства[12].
- Обнинский инженерный центр НИКИМТ. Расположен в городе Обнинск Калужской области.Является головной материаловедческой организацией по выбору материалов, разработке технологии сварки и обеспечению качества изготовления оборудования и трубопроводов АЭУ[13].
- Красноярский филиал АО «НИКИМТ-Атомстрой». Расположен в городе Железногорск Красноярского края. Создан для строительства объектов Железногорской ТЭЦ[14].
- Филиал АО «НИКИМТ-Атомстрой» Дирекция на Нововоронежской АЭС. Расположен в городе Нововоронеж Воронежской области. Филиал строит объекты Нововоронежской атомной станции[15].
- Филиал АО «НИКИМТ-Атомстрой» Дирекция в городе Озерске. Расположен в городе Озерск Челябинской области. Филиал строит и реконструирует объекты ФГУП «Производственное объединение «МАЯК»[16].
- Филиал АО «НИКИМТ-Атомстрой» Дирекция на Смоленской АЭС. Расположен в городе Десногорск Смоленской области. Филиал занят строительством объектов Смоленской АЭС[17].
- Филиал АО «НИКИМТ-Атомстрой» Дирекция на Ленинградской АЭС. Расположен в городе Сосновый Бор Ленинградской области. Филиал создан для технической приемки монтажных работ при строительстве энергоблоков Ленинградской АЭС, разработки проектов монтажа и документации предмонтажной подготовки производства[18].
- Филиал АО «НИКИМТ-Атомстрой» Дирекция на Курской АЭС. Расположен в городе Курчатов Курской области. Филиал создан для строительства объектов Курской АЭС[19].
- Филиал АО «НИКИМТ-Атомстрой» Дирекция в городе Димитровграде. Расположен в городе Димитровград Ульяновской области. Создан в марте 2014 года для строительства исследовательского комплекса (ПРК) ОАО «Государственный научный центр — Научно-исследовательский институт атомных реакторов» («ГНЦ НИИАР»)[20].

## Деятельность
«НИКИМТ-Атомстрой» является головной материаловедческой организацией госкорпорации «Росатом», головной организацией по разработке технологии монтажа, ремонта и демонтажа реакторного оборудования атомных установок, а также головной организацией по неметаллическим, полимерным материалам и покрытиям.
Основные направления деятельности компании — проектно-изыскательские и строительно-монтажные работы, а также обращение с отработавшим ядерным топливом (ОЯТ) и радиоактивными отходами (РАО). Проектно-изыскательские работы включают сооружение, реконструкцию и модернизацию объектов ядерного топливного цикла и атомной энергетики, проектирование зданий и сооружений. В частности, «НИКИМТ-Атомстрой» построил здание инженерно-лабораторного корпуса для московского предприятия СНПО «Элерон», а также проектирует здания инновационного центра в Томске.
К строительно-монтажному направлению относят работы по конструированию и изготовлению нестандартизированного оборудования, изготовлению и монтажу жёстких и мягких быстросъемных теплоизоляционных изделий, аттестации и изготовлению антикоррозионных, дезактивирующих и огнезащитных покрытий и полимерных материалов, созданию системы промышленного телевидения, конструированию и изготовлению центробежных экстракторов (в частности, для очистки от радионуклидов), разработке технологии автоматической сварки и резки, обучению и аттестации сварщиков, специалистов неразрушающего и разрушающего контроля, аттестации сварочных технологий и лабораторий неразрушающего контроля, а также метрологического сопровождения.
Специалистами компании была создана система контейнерного хранения и обращения с ОЯТ на Смоленской АЭС для работы с металлобетонными контейнерами (МБК) и отработавшими тепловыделяющими сборками (ОТВС). Другие масштабные проекты «НИКИМТ-Атомстрой» связаны с выполнением соглашения между Минатомом России и Минэнерго США от 12 марта 2003 года о прекращении производства оружейного плутония, в рамках которого в 2005—2010 годах была реконструирована Северская ТЭЦ, а с 2006 года строится Железногорская ТЭЦ.
В рамках работ по обращению с отработанным ядерным топливом компания проектирует и строит камерные («сухие») и контейнерные («мокрые») хранилища ОЯТ, заводы по переработке ОЯТ, изготавливает оборудование и поставляет контейнеры для обращения и перевозки ОЯТ. «НИКИМТ-Атомстрой» занимается выпуском центробежных экстракторов для производства урана, переработки ОЯТ и для очистки от радионуклидов, а также для производства циркония и гафния, извлечения лекарственных средств из растительного сырья, производства аминокислот и отработки технологических процессов экстракции и регенерации травильных растворов электронных плат.
Компания разрабатывает и применяет антикоррозионные, дезактивирующие и огнезащитные покрытия при обращении с радиоактивными отходами, выполняет работы по нормализации радиационной обстановки на АЭС и объектах ВМФ. В частности, специалисты «НИКИМТ-Атомстрой» консервируют водоём В-9 (озеро Карачай) с использованием специально разработанных полых блоков (ПБ-1). Ими спроектирован комплекс переработки и хранения радиоактивных отходов с типовым энергоблоком «ВВЭР-ТОИ», выводятся из эксплуатации хранилища радиоактивных отходов на Курской АЭС.

## Показатели деятельности
| Основные показатели деятельности «НИКИМТ-Атомстрой»                            |      |      |      |       |       |      |
|                                                                                |      |      |      |       |       |      |
| Отчётный год                                                                   | 2008 | 2009 | 2010 | 2011  | 2012  | 2013 |
| Выручка, млн руб.                                                              | 1942 | 5484 | 2481 | 2537  | 3997  | 4805 |
| Чистая прибыль (убыток), млн руб.                                              | 8    | 45   | 443  | (749) | (270) | 515  |
|                                                                                |      |      |      |       |       |      |
| Годовая бухгалтерская отчётность «НИКИМТ-Атомстрой» на сайте «Прайм Раскрытие» |      |      |      |       |       |      |

По данным, предоставленным сайту «Российское атомное сообщество» пресс-службой компании, в 2013 году чистая прибыль ОАО «НИКИМТ-Атомстрой» составила 515,4 млн рублей против 269,7 млн рублей чистого убытка в 2012 году. Выручка компании увеличилась на 20,2 % и составила 4,8 млрд рублей. Согласно годовому отчёту за 2012 год, активы компании составили 28,3 млрд рублей против 30 млрд в 2011 году. Причиной шестипроцентного снижения активов является ликвидация двух филиалов.
В течение 2013 года компания заключила 13 контрактов, поддерживаются партнёрские соглашения с французской компанией AREVA, немецкой DEKRA Industrial и чешской ATG. Кроме того, «НИКИМТ-Атомстрой» продолжает выступать в качестве партнёра по подготовке и аттестации специалистов в области разрушающего и неразрушающего контроля металлов по российским нормам для иностранных компаний, в частности, казахстанской «МАЭК-Казатомпром», Армянской и Южно-Украинской АЭС.

## Санкции
12 апреля 2023 года, на фоне вторжения России на Украину, НИКИМТ-Атомстрой включён в санкционный список США «организаций, связанных с российской Государственной корпорацией по атомной энергии» в рамках мер «против России и тех, кто поддерживает ее войну в Украине». Ранее, 5 февраля 2023 года, НИКИМТ-Атомстрой был включён в санкционный список Украины. 22 августа 2023 года Атомстрой включён в санкционный список Канады против организаций российского военно-промышленного комплекса и ядерного сектора и предприятий «которые связаны с режимом Путина».